# Pinguicula crystallina
Pinguicula crystallina är en tätörtsväxtart. Pinguicula crystallina ingår i släktet tätörter, och familjen tätörtsväxter.

## Underarter
Arten delas in i följande underarter:
- P. c. crystallina
- P. c. hirtiflora